# リブ・ヤング!
リブ・ヤング!は、フジテレビにて1972年4月2日から1975年3月29日まで放送された若者向け番組である。

## 放送時間
| 放送期間   | 放送期間   | 放送時間（JST）             | 放送時間（JST）             | 備考                                                            |
| 放送期間   | 放送期間   | 第1部                       | 第2部                       | 備考                                                            |
| ---------- | ---------- | --------------------------- | --------------------------- | --------------------------------------------------------------- |
| 1972.04.02 | 1972.09.24 | 日曜 16:15 - 16:45（30分）  | 日曜 17:00 - 18:00（60分）  | 16:45-17:00は「サンケイテレビ日曜夕刊→FNNテレビ日曜夕刊」を挿入 |
| 1972.10.01 | 1974.03.31 | 日曜 16:15 - 17:45（90分）  | 日曜 16:15 - 17:45（90分）  | テレビ日曜夕刊が17:45からに移動したため、1部･90分になる         |
| 1974.04.05 | 1974.12.27 | 金曜 23:20 - 翌0:15（55分） | 金曜 23:20 - 翌0:15（55分） |                                                                 |
| 1975.01.11 | 1975.03.29 | 日曜 00:35 - 02:00（85分）  | 日曜 00:35 - 02:00（85分）  |                                                                 |

## 概要
若者向けの音楽、映画、ファッション等を紹介する情報番組である。ディレクターの石田弘曰く「『平凡パンチ』に載っているような情報を全部画にしちゃえ」というところから生まれた番組であり、レギュラー出演者も『平凡パンチ』関係者が多かった。また、ちょうど時代的にはグループ・サウンズが衰退して歌謡曲が復権しつつある時期だったが、歌謡曲を扱う番組は多かったため「情報番組だけど洋楽と日本のフォークやロックを専門でやることにして、後は遊び」という方向性で制作された。
単に情報を流すだけではなく、歌手・バンド（サディスティック・ミカ・バンドやガロがよく出演していた）のライブ演奏や、「シンガーソングライターコンテスト」のような企画も設けられていた。「洋楽情報」コーナーでは、レコード会社のプロモーターに「洋楽のプロモーションはプロモーター自身で喋ってくれ」として枠を開放し、その結果石坂敬一のような名物プロモーターも生まれた。
キャロルが初めてテレビ出演した番組としても知られている。

## 出演者
- 愛川欽也 - メイン司会者
- ビーバー（TBS系「お笑い頭の体操」にも出演していた女性タレント）- サブ司会者
- 柴俊夫 - サブ司会者
- 山口いづみ - サブ司会者
- 今野雄二 - 映画情報担当

## スタッフ
- プロデューサー：林良三
- 演出：斉藤敏、石田弘
- 構成：奥山侊伸

## 補足
- 日曜放送時代には、『日曜ワイドジョッキー』という冠が付いていた。
- 演出を担当していた石田弘はこの番組を足がかりに「ミュージックフェア」や「オールナイトフジ」といった番組群を手がけていくこととなる[2]